# Volker Heinrich
Volker B. Heinrich (1965) è un botanico e naturalista tedesco.
Ha Studiato scienze orticole presso l'Università tecnica di Monaco di Baviera. Si è stabilito nelle Filippine con la moglie e la famiglia e nella quale gestisce il più grande vivaio di piante carnivore dedicato alla città. Il suo interesse era per le Nepenthes. Egli è il co-scopritore e co-descrittore di diverse specie di Nepenthes, tra cui: N. attenboroughii, N. hamiguitanensis, e N. micramphora.